# Dwór w Grabnie
Dwór w Grabnie – zabytkowy dwór w południowo-zachodniej części wsi Grabno, w powiecie słubickim na terenie województwa lubuskiego.

## Opis
Dokładna data budowy dworu nie jest znana. Obiekt zróżnicowany architektonicznie i niejednorodny chronologicznie, prawdopodobnie wzniesiony w końcu XVIII wieku, w czasie kiedy wieś stanowiła dobra szlacheckie rodziny von Winning. Pod koniec XIX wieku dokonano przebudowy dworu, zacierając częściowo jego pierwotną kompozycję architektoniczną. Po 1945 rozbudowano budynek w kierunku południowym i zachodnim.
Obecnie rozplanowanie pomieszczeń zostało w części przekształcone. Z historycznego wystroju zachowała się część stolarki drzwi, schodów komunikacyjnych oraz metalowe, kręcone schody w wieży. Od 2002 prywatne przedsiębiorstwo, w którego posiadaniu jest obiekt, prowadzi prace remontowe i adaptacyjne pomieszczeń dworu na pensjonat i hotel. 